# Navan
Navan (irisch An Uaimh – die Höhle – ältere Bezeichnung An Odbha gespr. Ova) ist eine Stadt und der Verwaltungssitz der Grafschaft Meath in Irland mit 33.886 Einwohnern (2022).

## Geografie
Navan liegt 42 Meter über dem Meeresspiegel, am Zusammenfluss der Flüsse Blackwater und Boyne, 55 Kilometer nordwestlich von Dublin.

## Geschichte
Im 12. Jahrhundert geriet der Ort in den normannischen Herrschaftsbereich der Pale, als Jocelyn de Angulo, ein Ritter aus dem Gefolge von Hugh de Lacy, dem Lord von Meath, eine Burg an diesem Ort errichtete. Hugh de Lacy verlieh Jocelyn de Angulo den Titel eines Barons von Navan. Der Ort im Schutz der Befestigung entwickelte sich im Laufe der Zeit zu einem Handelszentrum.
Der Sitz des römisch-katholischen Bistums Meath befand sich ehemals in Navan, bis er nach einem Streit mit dem Bischof nach Mullingar verlegt wurde.

## Sehenswürdigkeiten
- Zwei Kilometer nordöstlich in Donaghmore stehen ein Rundturm und die Ruine einer Kirche.
- Vier Kilometer nordöstlich liegt die 400 Jahre alte Ruine von Dunmoe Castle.
- Zehn Kilometer südöstlich liegt der Hill of Tara mit zahlreichen vorzeitlichen und frühgeschichtlichen Monumenten.

## Persönlichkeiten
Söhne und Töchter
- Francis Beaufort (1774–1857), irischer Admiral und Hydrograf
- James Fitzsimons (* 1936), irischer Politiker
- Paul Tighe (* 1958), katholischer Geistlicher und Kurienbischof
- Hugh Johnson (1946–2015), Kameramann
- Dylan Moran (* 1971), irischer Schauspieler und Komiker
- Shane Cassells (* 1978), irischer Politiker

Personen mit Beziehung zur Stadt
- Pierce Brosnan (* 1953), irischer Schauspieler, verbrachte in Navan die ersten Lebensjahre.
- Helen McEntee (* 1986), irische Politikerin, ging in Navan zur Schule.

## Wirtschaft
Nordwestlich von Navan wurde 1970 eine ergiebige Lagerstätte von Bleierz und Zinkerz entdeckt. 1977 begann der Abbau. Die unmittelbar an die Stadt angrenzenden Tara Mines, benannt nach dem altirischen Königssitz Tara südöstlich von Navan, werden vom schwedischen Bergbauunternehmen Boliden AB betrieben. Sie sind das größte Blei- und Zinkbergwerk in Europas. 2020 waren dort 595 Bergleute beschäftigt. Die jährliche Förderung liegt bei etwa 2,6 Millionen Tonnen Roherz, aus dem ca. 200.000 Tonnen Zink- und 40.000 Tonnen Bleikonzentrat erzeugt werden können.
Navan war außerdem für seine Teppiche berühmt; die Firma „Navan Teppiche“ schloss jedoch 2003. Heute ist der Hauptwirtschaftszweig die Möbelindustrie.

## Verkehr
Bahn:
Ungefähr von der Mitte des 19. Jahrhunderts bis Mitte des 20. Jahrhunderts war Navan an zwei Bahnlinien angeschlossen:
- von Dublin über Clonsilla nach Navan und weiter nach Kingscourt
- von der Hauptlinie Dublin-Belfast in Drogheda abzweigend nach Navan und weiter nach Oldcastle.[6]

Beide Strecken sind inzwischen stillgelegt. Es gibt zwar seit vielen Jahren Pläne, wieder eine direkte Verbindung von Dublin nach Navan zu bauen, diese werden aber immer wieder nach hinten geschoben.
Bus:
Die staatliche Busgesellschaft Bus Éireann unterhält mehrere Linien, die in Navan halten.
Straße:
Navan liegt seit 2010 an der Autobahn M3, die von Dublin in den Nordwesten führt.

## Städtepartnerschaften
Navan ist mit den beiden italienischen Gemeinden Bobbio in der Emilia-Romagna und Broccostella in Latium partnerschaftlich verbunden.